# GO AWAY
「GO AWAY」（ゴー・アウェイ）は、2NE1の楽曲。日本では1枚目のシングルで、2011年11月16日にavex traxから発売された。

## 概要
日本デビューミニアルバム「NOLZA」から約2ヶ月での2NE1の日本での初めてのシングル。
表題曲「GO AWAY」は、2010年に韓国で発売されたアルバム「To Anyone」に収録されているアップテンポなナンバーで、フジテレビ系「めざにゅ?」テーマソング (2011年4月)に起用された。
カップリングに収録されている「IT HURTS」はバラード曲。

## 収録曲

### CD
1. GO AWAY
2. IT HURTS
3. GO AWAY (INSTRUMENTAL)
4. IT HURTS (INSTRUMENTAL)

### DVD
DVD1
1. GO AWAY ＜MUSIC CLIP＞
2. GO AWAY ＜MAKING MOVIE＞

DVD2
1. 2NE1 TV SEASON3 EPISODE1 HIGHLIGHT
2. 2NE1 TV JP -YGEX PRESS CONFERENCE-